# Немоли
Немоли (итал. Nemoli) је насеље у Италији у округу Потенца, региону Базиликата.
Према процени из 2011. у насељу је живело 615 становника. Насеље се налази на надморској висини од 422 м.

## Становништво
Према резултатима пописа становништва 2011. у општини је живело 1.512 становника.
| 1931. | 1936. | 1951. | 1961. | 1971. | 1981. | 1991. | 2001. | 2011. |
| ----- | ----- | ----- | ----- | ----- | ----- | ----- | ----- | ----- |
| 1.454 | 1.528 | 1.701 | 1.778 | 1.589 | 1.559 | 1.598 | 1.561 | 1.512 |